# Badwater
Badwater is een bekken in Death Valley, Californië, dat genoteerd staat als het laagste punt van Noord-Amerika: 85,5 m onder de zeespiegel.
De plaats zelf bestaat uit een kleine poel ontstaan uit een bron vlak naast de weg. De grote hoeveelheid zout uit het omliggende bekken zorgt er echter voor dat het water in de poel niet drinkbaar is, vandaar de naam "Badwater" (slecht water). In de poel kunnen toch enkele planten en dieren overleven, zoals zeekraal en de badwaterslak.
Het laagste punt van het bekken is eigenlijk niet de poel zelf, maar ligt enkele mijlen verderop westwaarts en varieert van positie.
Badwater is jaarlijks de startlocatie van de Badwater Ultramarathon, een hardloopwedstrijd van 217 kilometer (135 mijl) die eindigt aan de voet van Mount Whitney.